# Grammaire linéaire
En informatique théorique, et notamment en théorie des langages, on appelle grammaire linéaire une grammaire algébrique dont tous les membres droits de règles contiennent au plus un symbole non terminal. Un langage linéaire est un langage qui est engendré par une grammaire linéaire. Les langages rationnels sont une sous-famille stricte des langages linéaires. Les langages linéaires sont une sous-famille stricte des langages algébriques. 

## Exemple
La grammaire formée des deux règles suivantes 
{\displaystyle {\begin{array}{l}S\to aSb\\S\to \varepsilon \end{array}}}
est linéaire. En effet, les parties droites sont {\displaystyle aSb} ne contient que le symbole S et {\displaystyle \epsilon } ne contient pas de symboles. Le langage engendré est 
{\displaystyle \{a^{n}b^{n}\mid n\geq 0\}}
qui est donc un langage linéaire non rationnel (comme on peut le voir en utilisant le lemme de l'étoile).

## Rapport avec les grammaires rationnelles
Deux cas particuliers des grammaires linéaires sont les suivantes :
- les grammaires linéaires gauches, aussi appelés grammaires rationnelles gauches, sont les grammaires où le non-terminal, dans le membre droit d'une règle, se trouve au début (le plus à gauche).  {\displaystyle S\to Gu}
- les grammaires linéaires droites, aussi appelés grammaires rationnelles droites, sont les grammaires où le non-terminal, dans le membre droit d'une règle,  se trouvent à la fin (le plus à droite). {\displaystyle S\to uD}

Ces grammaires unilatérales, ou grammaires régulières, engendrent des langages rationnels.
En revanche, les grammaires où les non-terminaux se trouvent soit au début, soit à la fin du mot, c'est-à-dire telles que, dans une règle de la forme :
{\displaystyle X\to uYv}
on a {\displaystyle u=\varepsilon } ou {\displaystyle v=\varepsilon }, sont simplement une sorte de forme normale des grammaires linéaires, et permettent d'engendrer toute la famille. En effet, une règle de la forme
{\displaystyle X\to uYv}
se remplace simplement par
{\displaystyle X\to uZ,\quad Z\to Yv}.

## Propriétés de clôture
La famille des langages linéaires est fermée par les opérations suivantes :
- intersection avec un langage rationnel
- image homomorphe
- image homomorphe inverse

De manière équivalente, elle est fermée par transduction rationnelle, et elle constitue donc un cône rationnel (full trio en anglais).
De plus, les langages linéaires son fermés par union. En revanche, le produit de deux langages linéaires n'est pas nécessairement un langage linéaire, ni le complément.

## Lemme d'itération pour les langages linéaires
Le lemme d'itération pour les langages algébriques admet une forme plus précise pour les langages linéaires :
Lemme d'itération pour les langages linéaires — Soit {\displaystyle L} un langage linéaire. Il existe un entier {\displaystyle N} tel que tout mot {\displaystyle w} de {\displaystyle L} de longueur {\displaystyle |w|\geq N} possède une factorisation {\displaystyle w=xuyvz} telle que 
1. {\displaystyle 0<|uv|},
2. {\displaystyle |xuvz|\leq N} et
3. {\displaystyle xu^{n}yv^{n}z\in L} pour tout entier {\displaystyle n\geq 0}.

Ainsi, le couple {\displaystyle (u,v)} de la paire itérante peut être choisie près du « bord » du mot.

### Exemple d'application
Soit {\displaystyle L=\{a^{n}b^{n}c^{m}d^{m}\mid n,m\geq 0\}}. Ce langage est le produit de deux langages linéaires, mais n'est lui-même pas linéaire. Supposons le contraire, et soit {\displaystyle N} la constante du lemme d'itération. Soit {\displaystyle w=a^{N}b^{N}c^{N}d^{N}}. Il existe une factorisation {\displaystyle w=xuyvz} où {\displaystyle u} est composé uniquement de lettres {\displaystyle a} et {\displaystyle v} uniquement de lettres {\displaystyle d}. Mais alors, le mot {\displaystyle xu^{2}yv^{2}z} a plus de {\displaystyle a} que de {\displaystyle b} ou plus de {\displaystyle d} que de {\displaystyle c} (ou les deux), donc n'est pas dans {\displaystyle L}.

## Extensions

### Langages métalinéaires
On appelle métalinéaire un langage qui est une union finie de produits finis de langages linéaires. Le langage {\displaystyle L=\{a^{n}b^{n}c^{m}d^{m}\mid n,m\geq 0\}} est métalinéaire.
Les langages métalinéaires forment un cône rationnel. En revanche, les langages métalinéaires ne sont pas fermés par l'opération étoile, ni par complément.
Un raffinement de cette classe est constitué par ce que l'on appelle les grammaires et langages {\displaystyle k}-linéaires, où {\displaystyle k} est un entier positif. Une grammaire d'axiome {\displaystyle S} est {\displaystyle k}-linéaire si toutes les règles sont de la forme
{\displaystyle X\to uYv} ou {\displaystyle X\to w}
où {\displaystyle X} et {\displaystyle Y} sont des variables autres que {\displaystyle S}, et {\displaystyle u,v,w} des mots terminaux, et de plus, il y a une règle
{\displaystyle S\to uZv}
où {\displaystyle Z} est un produit d'au plus {\displaystyle k} variables et {\displaystyle u} et {\displaystyle v} sont des mots terminaux. Un langage est {\displaystyle k}-linéaire s'il est engendré par une grammaire {\displaystyle k}-linéaire.
Les langages {\displaystyle 1}-linéaires sont les langages linéaires, les langages {\displaystyle k}-linéaires sont tous métalinéaires, et on peut montrer,  que les langages métalinéaires sont la réunion des langages {\displaystyle k}-linéaires pour {\displaystyle k\geq 1}.

### Langages quasi-rationnels
Les langages quasi-rationnels sont la fermeture, par substitution, des langages linéaires. Ces langages sont exactement les langages non expansifs.
Soient {\displaystyle A} et {\displaystyle B} deux alphabets. Un substitution de {\displaystyle A^{*}} dans {\displaystyle B^{*}} est un morphisme du monoïde libre {\displaystyle A^{*}} dans le monoïde des parties de {\displaystyle B^{*}}, donc une application {\displaystyle f} vérifiant les deux conditions suivantes :
- {\displaystyle f(\varepsilon )=\{\varepsilon \}}
- {\displaystyle f(xy)=f(x)f(y)} pour tous les mots  {\displaystyle x,y}  de  {\displaystyle A^{*}}.

Dans le membre droit de la deuxième formule, le produit est le produit des parties de  {\displaystyle B^{*}}. Une substitution {\displaystyle f} est rationnelle, algébrique, linéaire, etc., si les langages {\displaystyle f(a)} sont rationnels, algébriques, linéaires, etc pour toute lettre {\displaystyle a}  de {\displaystyle A}.
Dire que les langages quasi-rationnels sont la fermeture, par substitution, des langages linéaires revient à dire que cette famille contient les langages linéaires et est fermée par substitution linéaire.
Une grammaire algébrique {\displaystyle G} est dite expansive s'il existe une variable {\displaystyle X} pour laquelle il existe une dérivation de la forme
{\displaystyle X{\xrightarrow {*}}xXyXz}
pour des mots {\displaystyle x,y,z}. Dans cette définition, on suppose que {\displaystyle X} est une variable utile, c'est-à-dire qu'il existe une dérivation {\displaystyle S{\xrightarrow {*}}uXv} pour des mots {\displaystyle u,v}, et qu'il existe un mot {\displaystyle w} tel que {\displaystyle X{\xrightarrow {*}}w}. Par exemple, la grammaire
{\displaystyle S\to aSbS\mid \varepsilon }
qui engendre le langage de Dyck est expansive. Un langage est dit expansif si toutes les grammaires qui l'engendrent sont expansives. Le langage de Dyck est expansif.

### Langages commutatifs
Pour vérifier qu'un langage est expansif, on peut parfois se servir du théorème de Kortelainen cité ci-dessous. 
Deux mots {\displaystyle u} et {\displaystyle v} sont commutativement équivalents si chaque lettre apparaît autant de fois dans {\displaystyle u} que dans {\displaystyle v}, en d'autres termes si {\displaystyle u} et {\displaystyle v} sont des anagrammes. Un langage {\displaystyle L} est commutatif s'il est fermé pour la relation d'équivalence commutative, c'est-à-dire si {\displaystyle u} et {\displaystyle v} sont commutativement équivalents et si {\displaystyle u} est dans {\displaystyle L}, alors {\displaystyle v} est dans {\displaystyle L}. Par exemple, le langage {\displaystyle E} sur {\displaystyle \{a,b\}} composé des mots qui ont autant de {\displaystyle a} que de {\displaystyle b} est commutatif.
Théorème (Kortelainen) — Un langage quasi-rationnel commutatif est rationnel.
Comme conséquence, le langage {\displaystyle E} n'est pas quasi-rationnel, donc il est expansif.